# Тургеневское сельское поселение (Владимирская область)
Тургеневское сельское поселение — муниципальное образование в Меленковском районе Владимирской области.
Административный центр — деревня Тургенево.

## География
Территория поселения расположена в северо-восточной части района.

## История
Тургеневский сельсовет образован в 1920-х годах в составе Усадской волости Муромского уезда, с 1929 года — в составе Ляховского района. В 1954 году в состав сельсовета включены населённые пункты упразднённых Кулаковского и Кесовского сельсоветов. С 1963 года сельсовет в составе Меленковского района.
Тургеневское сельское поселение образовано 13 мая 2005 года в соответствии с Законом Владимирской области № 57-ОЗ. В его состав вошли территории бывших Селинского и Тургеневского сельсоветов.

## Население
| 2010  | 2011  | 2012  | 2013  | 2014  | 2015  | 2016  | 2017  | 2018  |
| ----- | ----- | ----- | ----- | ----- | ----- | ----- | ----- | ----- |
| 2241  | ↘2231 | ↗2291 | ↘2286 | ↘2280 | ↘2263 | ↘2226 | ↘2197 | ↗2206 |
| 2019  | 2020  | 2021  |       |       |       |       |       |       |
| ↘2165 | ↘2125 | ↘2063 |       |       |       |       |       |       |

## Состав сельского поселения
В состав поселения входит 12 населённых пунктов:
| №  | Населённый пункт | Тип населённого пункта          | Население |
| -- | ---------------- | ------------------------------- | --------- |
| 1  | Адино            | деревня                         | ↘248      |
| 2  | Вологдино        | деревня                         | ↗18       |
| 3  | Кесово           | деревня                         | ↘31       |
| 4  | Лужки            | деревня                         | ↗21       |
| 5  | Максимовка       | деревня                         | ↘39       |
| 6  | Новенькая        | деревня                         | ↗7        |
| 7  | Репино           | село                            | ↗39       |
| 8  | Савково          | деревня                         | ↘171      |
| 9  | Селино           | деревня                         | ↘278      |
| 10 | Тургенево        | деревня, административный центр | ↘1072     |
| 11 | Улановка         | деревня                         | ↗6        |
| 12 | Хольковский      | посёлок                         | ↘133      |